# 蒙自青藤
蒙自青藤（学名：Illigera henryi），为莲叶桐科青藤属下的一个植物种。